# Дурна кров: Таємниці та брехні стартапу Кремнієвої долини
Дурна кров: Таємниці та брехні стартапу Кремнієвої долини (англ. Bad Blood: Secrets and Lies in a Silicon Valley Startup) — публіцистична книга журналіста Джона Керрейру, що вийшла 21 травня 2018 року. Вона описує підйом і падіння фірми Theranos, багатомільярдного біотехнологічного стартапу на чолі з Елізабет Голмс. Книга отримала високу оцінку критиків і здобула нагороду Financial Times and McKinsey Business Book of the Year Award 2018 року.
У 2019-2020 роках за книгою мав зніматися фільм, режисований Адамом Мак-Кеєм, з Дженніфер Лоренс у ролі головної героїні.

## Розвиток
Наприкінці 2015 року Керрейру розпочав серію розслідувальних статей щодо компанії Theranos, які опублікував Волл-стріт Джорнел, про стартап, що розробляв систему тестування крові, заснований Елізабет Голмс. Ці статті поставили під сумнів заяву компанії про те, що вона зможе провести широкий спектр лабораторних тестів з невеликого зразка крові взятого з пальця. У травні 2018 року видавництво Knopf опублікувало книгу Дурна кров: Таємниці та брехні стартапу Кремнієвої долини.

## Критичний прийом
У той час як Роджер Ловенштейн з Нью-Йорк Таймз визнав, що «виклад Керрейру має кілька незначних недоліків», таких як надмірна кількість персонажів, а також, часом, ставка на стереотипи, — газета зробила висновок, що «такі недоліки жодним чином не применшують силу книги Дурна кров», і що «автор переконливо розповідає про те, як його затягнуло» та «його відвертість про своє ремесло викликає захоплення». Він додав: «Опис автором Голмс як маніакальної лідерки, яка стала холодно ворожою у часі труднощів, є готовим матеріалом для психолога; Керрейру мудро дозволяє доказам говорити самим за себе». Подібно Кевін Нґуєн з журналу GQ назвав «репортаж Керрейру… вичерпним, включаючи інтерв'ю з понад 150 людьми», і сказав, що «книга трохи затягується у третьому акті, коли Керрейру представляє себе і розповідає як він першим оприлюднив історію». Проте, він продовжив, сказавши, що «це незначні недоліки в книзі, у якій багато йдеться про технологію в цілому», і що, «Дурна кров є гарним чтивом для тих, хто хоче книгу, повну непристойних startupenfreude».
Чарльз Гаррі з журналу Library Journal зазначив, що зрозуміло написану і доступну роботу Керрейру можна порівняти з іншою видатною викривальною книгою про бізнес Ватага злодіїв авторства Джеймса Б. Стюарта і що вона «настійно рекомендована для всіх зібрань». Денні Крічтон з сайту TechCrunch сказав, що «ретельні та відважні репортажі Керрейру Волл-стріт Джорнел в кінцевому підсумку викриють одне з найбільших шахрайств, коли-небудь скоєних в Силіконовій долині… І все ж, те що я знайшов у цій книзі зовсім не було всім тим, що захоплює або шокує, а радше неймовірно банальне». Він пояснив: "Лаконічний тон Керрейру для WSJ, з його ставленням «просто подати факти»… переривається лише зрідка короткою інтерлюдією щодо мотивації і психології його персонажів, «і що йому „бракує тієї яскравості, яка робить такі бізнес-трилери як Варвари біля воріт чи Червоне повідомлення настільки приваблими.“
Білл Ґейтс зауважив, що „Дурна кров“ піднімає деякі серйозні етичні питання, але це цілковито трилер з трагічним кінцем. Його цікаво читати, він сповнений дивних деталей, які змусять вас видихати вголос».
Книгу включили в підсумкові списки року, зокрема до списку газети Нью-Йорк пост 28-ми найнезабутніших книжок 2018 року, NPR's Guide To 2018's Great Reads,, та до 100 видатних книг 2018 року від New York Times Book Review. Книга також отримала нагороду Financial Times and McKinsey Business Book of the Year Award 2018 року.

## Видання
- John Carreyrou (21 травня 2018). Bad Blood: Secrets and Lies in a Silicon Valley Startup. Penguin Random House. ISBN 9781524731656. Архів оригіналу за 11 лютого 2020. Процитовано 13 липня 2019.

## Книга українською
- Джон Керрейру. Bad blood: Дурна кров. Таємниці та брехні стартапу кремнієвої долини/ Перекладачка: Любов Пилаєва. — Київ, BOOKCHEF, 2019. — 464 c. ISBN 978-617-7561-15-5.